# Bernice Claire
Bernice Claire, nata Bernice Jahnigen (Oakland, 27 gennaio 1906 – Portland, 17 gennaio 2003), è stata una cantante e attrice statunitense.

## Biografia
Figlia di genitori di origine tedesca, dotata di una bella voce di soprano leggero, Bernice Jahnigen fin da studentessa della Castlemont High School di Oakland, dove studiò anche recitazione e produzione di commedie musicali, si esibì nei teatri della costa orientale e in spettacoli amatoriali. In una di queste occasioni conobbe il cantante Alexander Gray, col quale fu scritturata dalla First National e insieme al quale costituì una coppia affermata in diversi film musicali.
Esordirono nel 1930 con No, No, Nanette, con Spring is Here e con Song of the Flame. Con altri compagni fu protagonista ancora in Numbered Men, in Top Speed e in Kiss Me Again, uscito nel 1931, col quale iniziò il declino del genere operettistico e conseguentemente della sua carriera. Nel 1934 apparve a Broadway nella commedia musicale The Chocolate Soldier e l'anno seguente fu a Londra, protagonista di Two Hearts in Harmony, con George Curzon.
Lasciati gli schermi alla fine degli anni trenta, si esibì ancora alla radio e in spettacoli musicali, poi, col secondo marito, proprietario terriero, si ritirò nel sud della California. Rimasta ancora vedova, si stabilì a Portland, nell'Oregon, dove morì nel 2003 a 96 anni.

## Filmografia

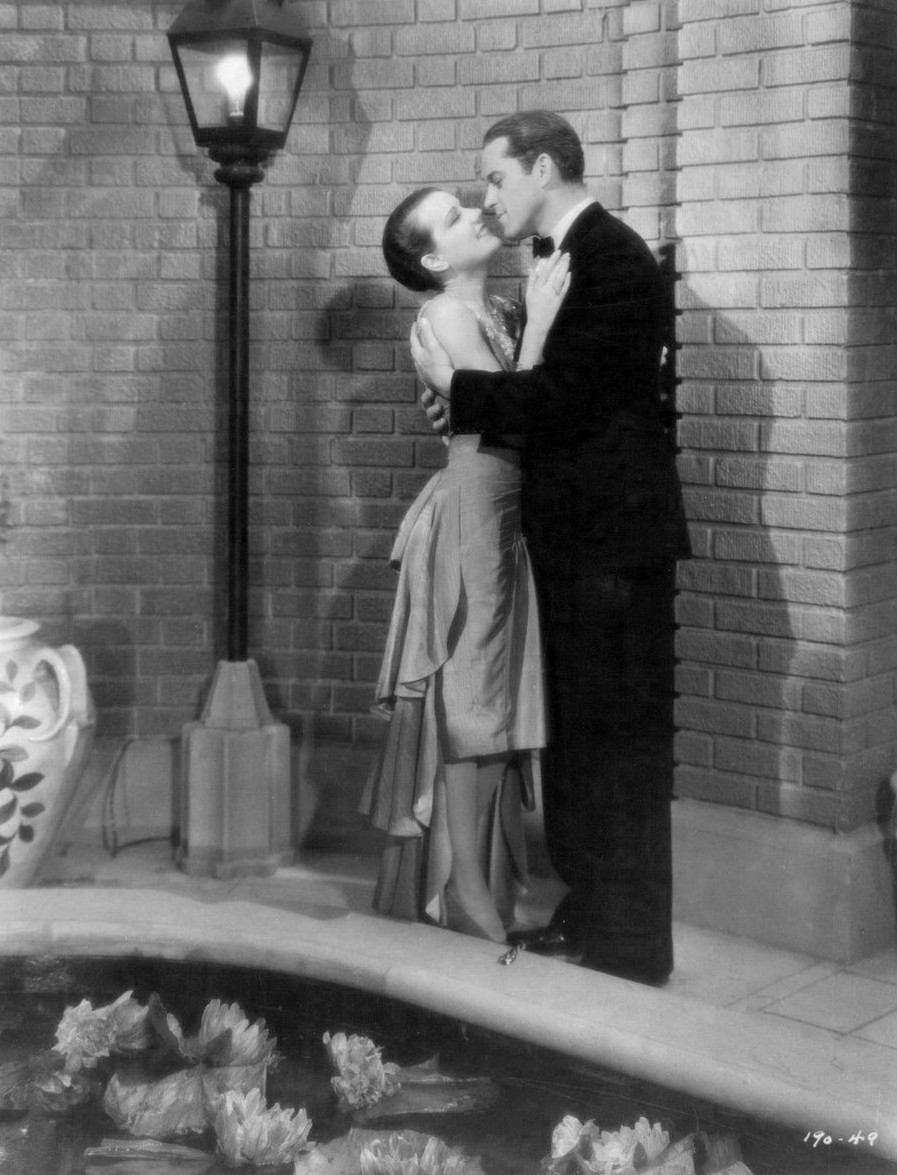
Con Alexander Gray in Spring Is Here

- No, No, Nanette, regia di Clarence Badger (1930)
- Spring is Here (1930)
- Song of the Flame, regia di Alan Crosland (1930)
- Numbered Men, regia di Mervyn LeRoy (1930)
- Top Speed
- Kiss Me Again
- The Red Shadow, regia di Roy Mack (1932)
- Moonlight and Pretzels, regia di Karl Freund (1933)
- The Flame Song, regia di Joseph Henabery - cortometraggio (1934)
- Meet the Professor, regia di Milton Schwarzwald - cortometraggio (1935)
- The Love Department, regia di Roy Mack - cortometraggio (1935)
- Two Hearts in Harmony, regia di William Beaudine (1935)
- Between the Lines, regia di Roy Mack - cortometraggio (1936)
- The Pretty Pretender, regia di Joseph Henabery - cortometraggio (1937)
- Forget-Me-Knots, regia di Roy Mack - cortometraggio (1938)